# La Farce du cuvier
Pour les articles homonymes, voir Cuvier.

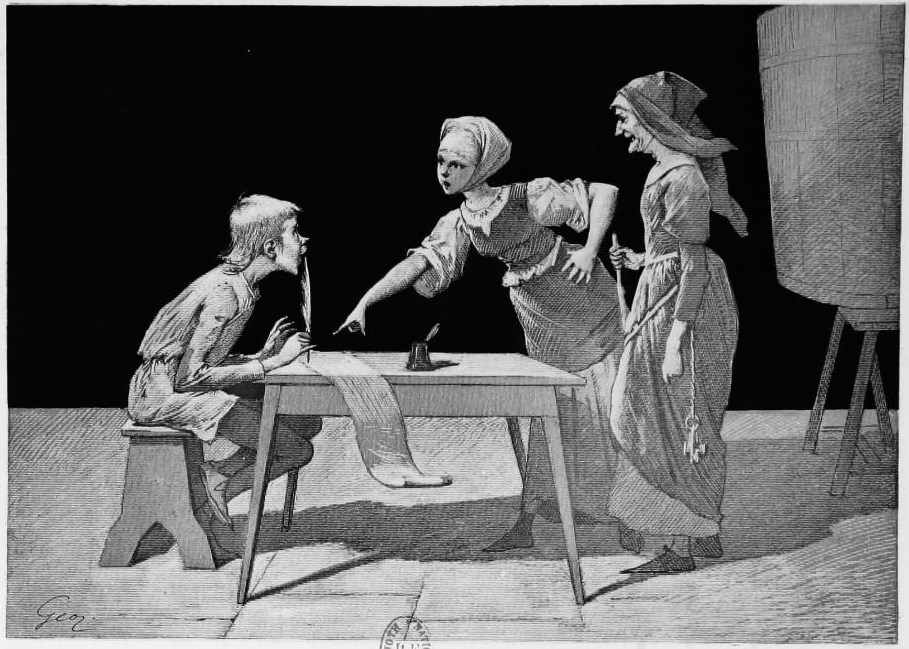
illustration pour "La Farce du Cuvier"

La Farce du cuvier, ou Le Cuvier, est une œuvre de la littérature médiévale, demeurée anonyme mais probablement d'origine picarde d'après certains aspects du texte. Elle compte parmi les œuvres du genre farcesque les plus connues.

## Histoire
Un homme doit obéir à sa femme et à sa belle-mère, qui veulent lui imposer tous les travaux du logis. Elles lui donnent donc un « rôle », liste des travaux qu'il aura à effectuer.
Jacquinot aide sa femme pour un travail ménager au bord du cuvier, un grand baquet qui contient le linge sale. Sa femme bascule alors dans le cuvier. Tempêtant et suppliant son époux, elle est sur le point de mourir noyée. Jacquinot lui répond simplement que la sortir de l'eau ne fait pas partie de sa liste.
Il ne se décide à aider sa femme à sortir du cuvier qu'après la promesse qu'il sera dorénavant le maître du logis.

## Extrait
L'extrait suivant est une version en français moderne, la version d'origine est en ancien français.
- LA MÈRE - Ensuite, Jacquinot, il vous faut pétrir, cuire le pain, lessiver, etc.
- LA FEMME - Tamiser, laver, décrasser...
- LA MÈRE - Aller, venir, trotter, courir, et vous démener comme un diable.
- LA FEMME - Faire le pain, chauffer le four...
- LA MÈRE - Mener la mouture au moulin...
- LA FEMME - Mettre le pot au feu et tenir la cuisine nette.
- JACQUINOT - Si je dois mettre tout cela, il faut le dire mot à mot.
- LA MÈRE - Bon ! Écrivez donc, Jacquinot : pétrir...
- LA FEMME - Cuire le pain...
- JACQUINOT - Lessiver...
- LA FEMME - Tamiser...
- LA MÈRE - Laver...
- JACQUINOT - Laver quoi ?
- LA MÈRE - Les pots et les plats...

## Commentaires
Le manuscrit original, aujourd'hui perdu, date de la fin du XVe siècle. La version qu'on connaît est une copie imprimée à Lyon entre 1532 et 1550.
Cette farce a été jouée à l'époque contemporaine :
- 1897 à Paris, au théâtre de l'Odéon, dans une adaptation d'Eugène et Édouard Adenis[1]
- 1900 à Paris lors de l'Exposition universelle, dans une adaptation de Gassies de Brulies[1]
- 1981 au Carreau du Temple, par la compagnie François Le Bail[1]
- 2006 par la Compagnie du Charivari et mis en scène par Bruno Masquelein.

## Publications
- La Farce du Cuvier - et autres farces du Moyen Âge, Flammarion, coll. Étonnants-Classiques, 2006, traduit par André Tissier,  (ISBN 978-2-0807-2288-1)
- La Farce du Cuvier, Nathan, collection Carrés classiques, traduction et édition par Nathalie Sol et Maïtena Maltaverne   (ISBN 978-2-09-188424-0)
- La Farce du Cuvier, Bès Éditions, 2002, édition illustrée, traduction et illustrations par Norbert-Bertrand Barbe   (ISBN 2-84733-008-9)
- Le Cuvier.

## Musique
Le compositeur français Gabriel Dupont est l'auteur d'un opéra-comique dont le livret est adapté de cette Farce du Cuvier (1911).